# افه آمبروز
افه آمبروز (انگلیسی: Efe Ambrose؛ زاده ۱۸ اکتبر ۱۹۸۸) یک بازیکن فوتبال اهل نیجریه است. 